# Mohamed Kalil Traoré
Mohamed Kalil Traoré (9 luglio 2000) è un calciatore guineano, attaccante dello Stade Beaucairois.

## Carriera

### Club
Il 13 luglio 2021, Traoré viene acquistato dagli israeliani dell'Hapoel Tel Aviv, con i quali firma un contratto quinquennale, dopo aver superato un provino.

### Nazionale
Traoré ha esordito con la nazionale guineana il 19 gennaio 2021 nella vittoria per 3-0 sulla Namibia nel Campionato delle Nazioni Africane 2020.

## Statistiche

### Presenze e reti nei club
Statistiche aggiornate al 28 agosto 2021.
| Stagione        | Squadra         | Campionato      | Campionato | Campionato | Coppe nazionali | Coppe nazionali | Coppe nazionali | Coppe continentali | Coppe continentali | Coppe continentali | Altre coppe | Altre coppe | Altre coppe | Totale | Totale |
| Stagione        | Squadra         | Comp            | Pres       | Reti       | Comp            | Pres            | Reti            | Comp               | Pres               | Reti               | Comp        | Pres        | Reti        | Pres   | Reti   |
| --------------- | --------------- | --------------- | ---------- | ---------- | --------------- | --------------- | --------------- | ------------------ | ------------------ | ------------------ | ----------- | ----------- | ----------- | ------ | ------ |
| 2021-2022       | Hapoel Tel Aviv | LhA             | 0          | 0          | CI+TC           | 0+5             | 0               |                    | -                  | -                  |             | -           | -           | 5      | 0      |
| Totale carriera | Totale carriera | Totale carriera | 0          | 0          |                 | 5               | 0               |                    | -                  | -                  |             | -           | -           | 5      | 0      |

### Cronologia presenze e reti in nazionale
| Cronologia completa delle presenze e delle reti in nazionale ― Guinea | Cronologia completa delle presenze e delle reti in nazionale ― Guinea | Cronologia completa delle presenze e delle reti in nazionale ― Guinea | Cronologia completa delle presenze e delle reti in nazionale ― Guinea | Cronologia completa delle presenze e delle reti in nazionale ― Guinea | Cronologia completa delle presenze e delle reti in nazionale ― Guinea | Cronologia completa delle presenze e delle reti in nazionale ― Guinea | Cronologia completa delle presenze e delle reti in nazionale ― Guinea |
| Data                                                                  | Città                                                                 | In casa                                                               | Risultato                                                             | Ospiti                                                                | Competizione                                                          | Reti                                                                  | Note                                                                  |
| --------------------------------------------------------------------- | --------------------------------------------------------------------- | --------------------------------------------------------------------- | --------------------------------------------------------------------- | --------------------------------------------------------------------- | --------------------------------------------------------------------- | --------------------------------------------------------------------- | --------------------------------------------------------------------- |
| 19-1-2021                                                             | Limbé                                                                 | Guinea                                                                | 3 – 0                                                                 | Namibia                                                               | Campionato delle Nazioni Africane 2020 - 1º turno                     | -                                                                     |                                                                       |
| 23-1-2021                                                             | Limbé                                                                 | Zambia                                                                | 1 – 1                                                                 | Guinea                                                                | Campionato delle Nazioni Africane 2020 - 1º turno                     | -                                                                     | 7’                                                                    |
| 27-1-2021                                                             | Douala                                                                | Tanzania                                                              | 2 – 2                                                                 | Uganda                                                                | Campionato delle Nazioni Africane 2020 - 1º turno                     | -                                                                     | 71’                                                                   |
| 3-2-2021                                                              | Douala                                                                | Mali                                                                  | 0 – 0 dts (5 - 4 dtr)                                                 | Guinea                                                                | Campionato delle Nazioni Africane 2020 - Semifinale                   | -                                                                     |                                                                       |
| 6-2-2021                                                              | Douala                                                                | Camerun                                                               | 0 – 2                                                                 | Guinea                                                                | Campionato delle Nazioni Africane 2020 - Finale 3º posto              | -                                                                     |                                                                       |
| 28-3-2021                                                             | Windhoek                                                              | Namibia                                                               | 2 – 1                                                                 | Guinea                                                                | Qual. Coppa d'Africa 2021                                             | -                                                                     |                                                                       |
| Totale                                                                |                                                                       | Presenze                                                              | 6                                                                     |                                                                       | Reti                                                                  | 0                                                                     |                                                                       |